# 아사히다케 로프웨이

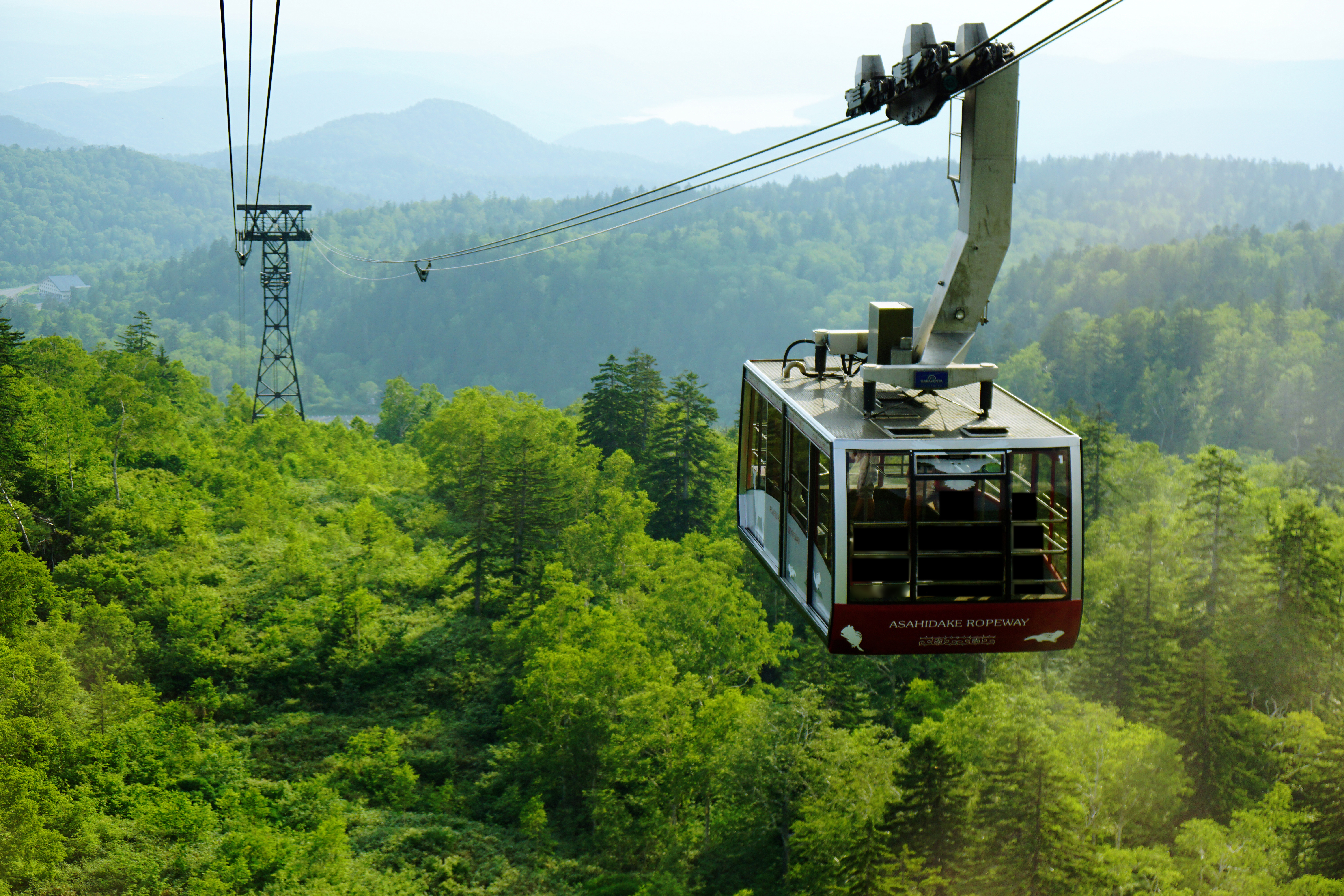
아사히다케 로프웨이

아사히다케 로프웨이(일본어: 旭岳ロープウェイ)는 일본 홋카이도 가미카와군 히가시카와정에 있는 삭도로, 다이세쓰산 계열의 아사히다케 기슭인 아사히다케 온천 (해발 1,100m)에서 5합목 (해발 1,600m)까지 맺고 있다. 와카사 리조트가 운행한다. 1968년에 개통해 2000년에 개보수를 했다. 아사히다케 로프웨이는 여름에는 고산식물, 가을에는 단풍을 구경하는 사람들이 많이 타며, 스키장도 있다.
하계에는 15분 간격, 동계에는 20분 간격으로 운행된다. 소요 시간 10분이다.

## 사진

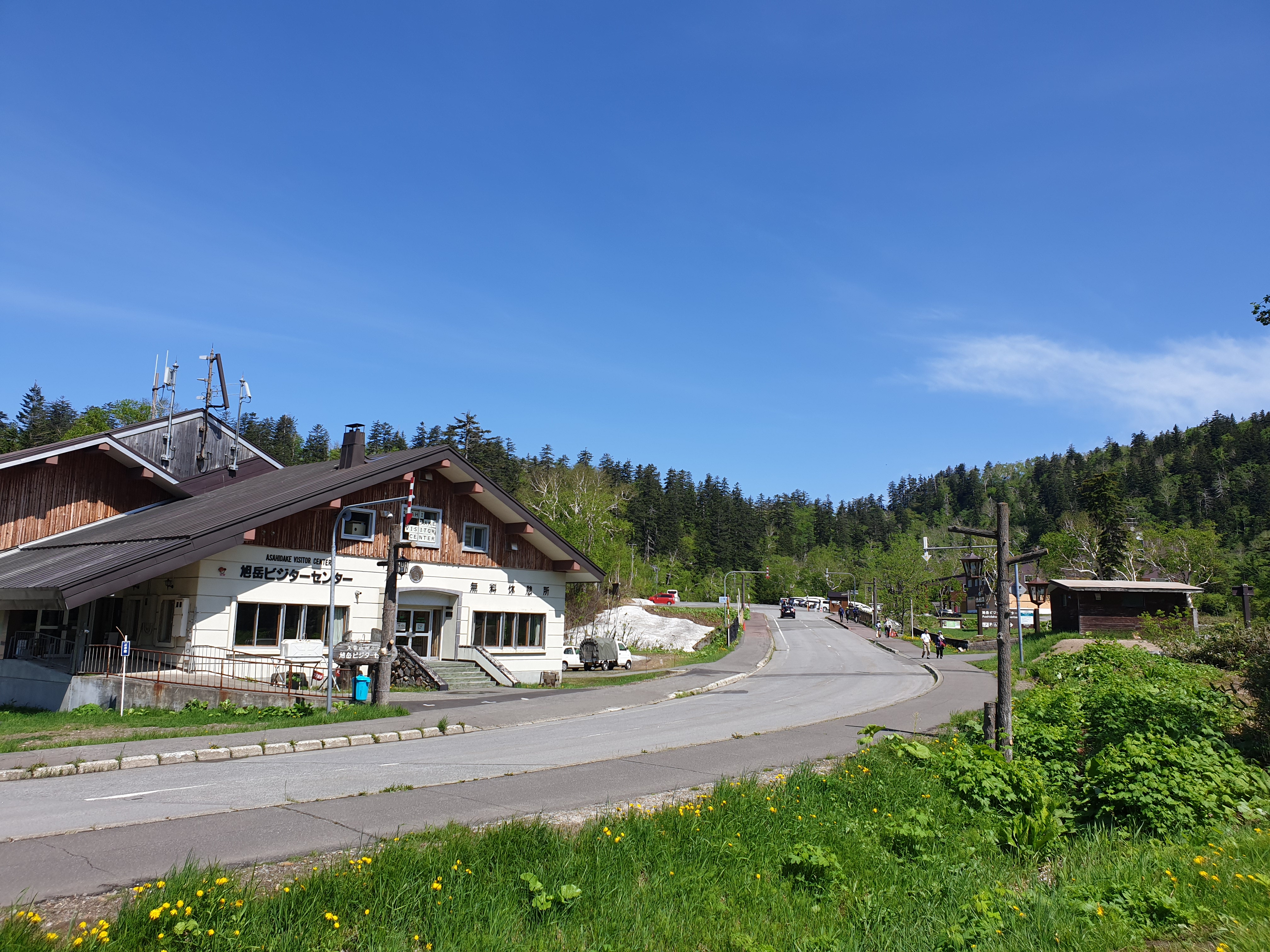
아사히다케 로프웨이 입구